# Rodrigo Rojo
Rodrigo Rojo Piazze est un footballeur uruguayen, né le 21 juillet 1989 à Montevideo qui évolue au poste de latéral gauche dans le club belge de Saint-Trond VV en prêt d'Újpest FC.

## Carrière

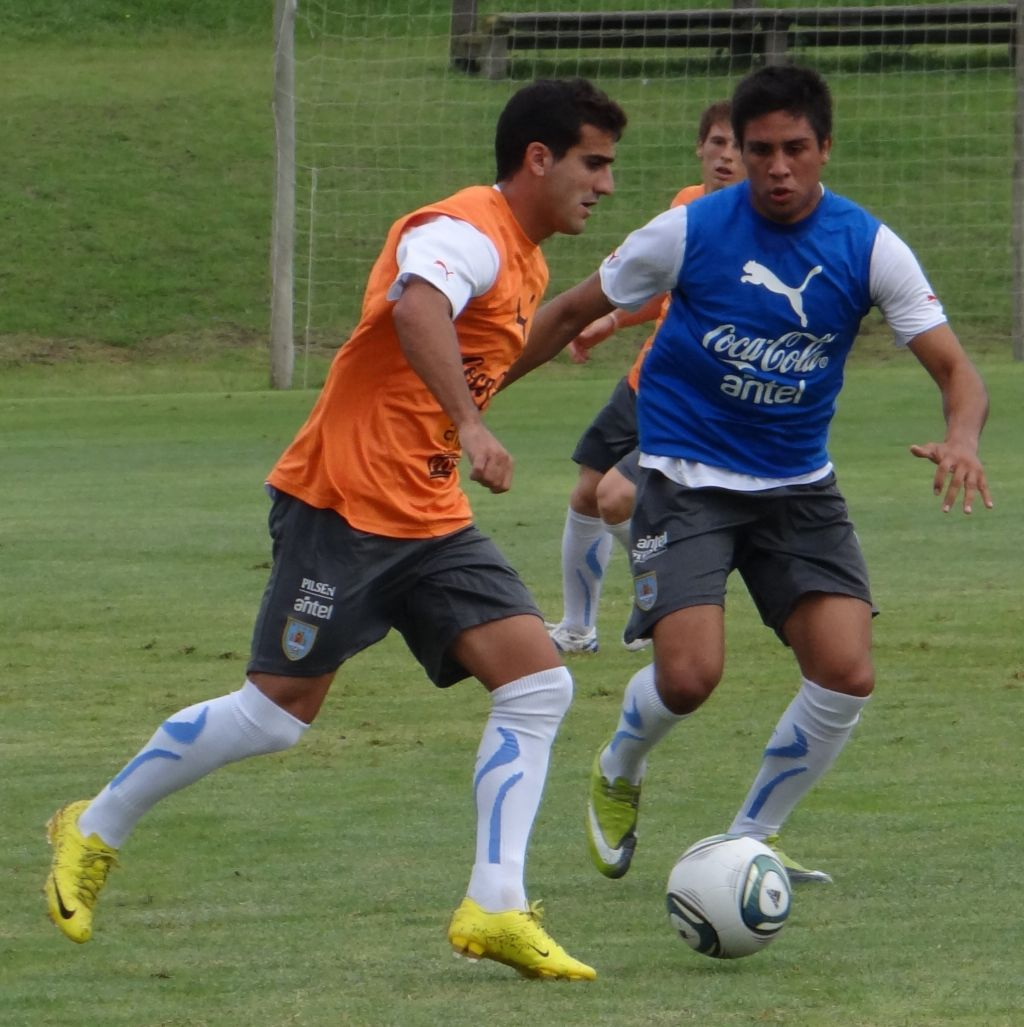
Rodrigo lors d'un entraînement de la sélection olympique uruguayenne, portant le ballon devant Ramón Arias

Après avoir été formé au CA River Plate, Rodrigo commence sa carrière professionnelle au Rampla Juniors en 2009 après une saison passée en équipe B. Il joue 51 matchs pour l'équipe première en trois saisons de Primera División pour un but inscrit. En 2012, il est transféré au Centro Atlético Fénix où il joue également 50 matchs pour 1 but.
Le 14 février 2012, il fait partie de la présélection uruguayenne olympique d'Óscar Tabárez. Mais ne fait finalement pas partie de l'équipe qui participe aux Jeux olympiques de Londres.
À la fin de la saison 2013-2014, il fait partie du « 11 idéal du championnat d'Uruguay » de la saison écoulée.
Le 22 juillet 2014, Rodrigo Rojo tente sa chance en Europe et signe un contrat de cinq ans avec le club d'Újpest FC et non au Standard de Liège comme annoncé le jour avant.